# 吉岡果南
吉岡 果南（よしおか かなん、1992年11月27日 - ）は、日本のアイドル。埼玉県出身。元・マーベルエール所属。
元・ろまんす注意報！、ワールドエンドラヴァーのメンバー。
愛称は「果南さん」、「かなちゃん」、「よしおさん」。

## 特徴その他
- かつて、マーベルエールに桜川ひめこが所属していたのを見て、マーベルエールに所属した[3]。
- イメージカラーは、ろまんす注意報！時代は水色、ワールドエンド・ラヴァー結成後（ソロでは2019年6月8日から）は赤[4]。
- メイリッシュでメイド活動をしながらアイドル活動をしていた。メイリッシュでの名前は「かなこ」[5]。2020年12月12日メイリッシュを卒業[6]。
- 2021年1月9日の開店から2022年12月31日の閉店まで、Music A Corda（ミュージックエーコルダ）運営のコンセプトカフェMusic Bar Corda（ミュージックバーコルダ）の店長を務めていた。Music Bar Cordaの閉店はMusic A Cordaの業務終了による。
- アキバ系BBC公式チャンネルにて、ワールドエンド・ラヴァ－の世界の端っこを探しての公開収録をYouTube配信していた[7]。
- showroomにて、吉岡果南って誰なん？を不定期配信している[8]。

## 人物
- 2017年10月にマーベルエールに所属し、ライブ活動を始める[9]。
- 2017年12月30日に、ろまんす注意報！を結成。初期メンバーとして活動する[10]。
- 2018年9月5日に、ろまんす注意報！を卒業する[11]。
- 2020年11月29日の生誕ライブで、サプライズで新曲を発売する。
- 2020年11月29日の生誕ライブで、2021年2月でマーベルエールを退所することを発表する[12]。
- 2021年2月23日のマーベルエール卒業ライブをもって、マーベルエールおよびワールドエンドラヴァーを卒業。
- 2022年3月17日のライブでMusic A Corda(ミュージックエーコルダ)運営のユニット「燎-kagari-」（メンバー:吉岡果南、櫻木ねこ)を結成。2022年11月、Music A Cordaの芸能部門の業務終了によりフリーのユニットになる。M-1グランプリ2023に出場したが、1回戦で敗退した[2]。

## ワールドエンドラヴァー

### メンバー
- 吉岡果南（加入日：2018年12月1日、脱退日：2021年2月23日）
- 木花ふわ（このは ふわ）（加入日：2018年12月1日、脱退日：2020年1月19日）（イメージカラー：ピンク）
- 花咲希音（はなさき のん）（加入日：2019年8月25日、脱退日：2022年2月28日）（イメージカラー：ラベンダー（紫））[13] [14]

### 出来事
- 2018年12月1日の吉岡果南生誕ライブで、吉岡果南と木花ふわで構成されるユニット「ワールドエンド・ラヴァー」を結成する[15]。
- 2019年8月25日に、池袋ライブインロサにてファーストワンマンライブが行われ、100人以上を動員した。また、同じ日に花咲希音が加入した[16]。
- 木花ふわが2020年1月19日の生誕ライブをもって、マーベルエール退所に伴い脱退。
- 新型コロナウィルスの感染拡大に伴い、2020年5月16日にニコニコ生放送にて、オンラインでの新曲発表会を行う（新曲：朝がくる）。[17]
- 2020年7月8日、市場流通CDの発売に先立ち、「ワールドエンドラヴァー」に改名。[18]
- 吉岡果南 マーベルエール退所に伴い、2021年2月23日の吉岡果南卒業ライブをもって活動休止。

## ディスコグラフィー

### ワールドエンド・ラヴァー

#### シングル
1．「world ending」（2018年）（果南・ふわ）
- world ending（吉岡果南作詞　noBoo作・編曲）
- 無責任 Lovers（吉岡果南作詞　noBoo作・編曲）

2．「空想のレイライン」（2019年）（果南・ふわ）
- 空想のレイライン（吉岡果南作詞　noBoo作・編曲）
- 拝啓、大切なお知らせ（吉岡果南作詞　noBoo作・編曲）

3．「大地に吠えろ！／おやすみピクシー」（2019年）（果南・ふわ）
- 大地に吠えろ！（木花ふわ作詞　noBoo作・編曲）
- おやすみピクシー（吉岡果南作詞　noBoo作・編曲）

4．「じんばらはらばりた／真昼の月」（2019年8月25日）（果南・ふわ・希音）
- じんばらはらばりた（木花ふわ作詞　noBoo作・編曲）
- 真昼の月（吉岡果南作詞　noBoo作・編曲）

5．「黎明の蝶／朝がくる」（2020年5月16日）（果南・希音）
- 黎明の蝶（吉岡果南作詞　noBoo作・編曲）
- 朝がくる（吉岡果南作詞　ドヴォルザーク ＆ noBoo作曲 noBoo編曲）

#### アルバム
1．「ネクロノミコン」（2019年11月30日）（果南・ふわ・希音）
- 無責任 Lovers（吉岡果南作詞　noBoo作・編曲）
- world ending（吉岡果南作詞　noBoo作・編曲）
- 空想のレイライン（吉岡果南作詞　noBoo作・編曲）
- 拝啓、大切なお知らせ（吉岡果南作詞　noBoo作・編曲）
- 大地に吠えろ！（木花ふわ作詞　noBoo作・編曲）
- おやすみピクシー（吉岡果南作詞　noBoo作・編曲）

#### DVD
1．ワールドエンド・ラヴァー 第壱回ワンマンライブ 終末博覧会 －黄金の夜明け－（2019年10月）

### ワールドエンドラヴァー

#### シングル
1. 「hollow place」（2021年1月13日）（果南・希音）
- hollow palace（花咲希音作詞　noBoo作・編曲）
- Pass away（吉岡果南作詞　noBoo作・編曲）

#### 市場流通シングル
1. 「ハミダシモノの鎮魂歌（レクリエム）」（2020年8月4日）
- ハミダシモノの鎮魂歌（レクリエム）（ろまんす注意報！ x ワールドエンドラヴァー）（平井有作詞　noboo作曲　ari編曲）
- 完全燃SHOW!（ろまんす注意報！）（上原ぺこ作詞　上原ぺこ・ari作曲　ari編曲）
- 世界の果てでキスして。（ワールドエンドラヴァー）（吉岡果南作詞　noboo作・編曲）

### 吉岡果南

#### シングル
1．「透明プロローグ」（2018年）
- 透明プロローグ（吉岡果南作詞　ari作・編曲）
- 君だけ Attention（吉岡果南作詞　ari作・編曲）

2．「utopia／metropolitan」（2018年7月11日）
- utopia（吉岡果南作詞　noBoo作・編曲）
- metropolitan（吉岡果南作詞　noBoo作・編曲）

3．「春告鳥にさよなら」（2019年）
- 春告鳥にさよなら（吉岡果南作詞　ari作・編曲）
- error＆drop（吉岡果南作詞　ari作・編曲）

4．「孤独な陽炎」（2020年2月12日）
- 孤独な陽炎（吉岡果南作詞　noBoo作・編曲）
- いくじなし weekend（吉岡果南作詞　noBoo作・編曲）

5．「ロンリー Lonely ダーリン／秘密結社 社会不適合」（2020年11月29日）
- ロンリー Lonely ダーリン（吉岡果南作詞　ari作曲）
- 秘密結社 社会不適合（吉岡果南作詞　ari作曲）

### 燎-kagari-

#### シングル
1．1st DEMO single（2022年3月17日）
- 革命のシンカロン（たてみん作詞　大鹿大輝作曲）
- 海鳴りサテライト（吉岡果南作詞　オガワラカズキ作曲）
- Dear my love（櫻木ねこ作詞　星美怜作曲）

2．2nd DEMO single（2022年7月25日）
- 僕らの明日（たてみん作詞　大鹿大輝作曲）
- Andromirror（吉岡果南作詞　オガワラカズキ作曲）

#### アルバム
1．暁-akatsuki-（2023年1月29日）
- 海鳴りサテライト（吉岡果南作詞　オガワラカズキ作曲）
- Andromirror（吉岡果南作詞　オガワラカズキ作曲）
- 花とピリオド（櫻木ねこ作詞　オガワラカズキ作曲）
- 羽化-uka-（吉岡果南作詞　オガワラカズキ作曲）
- moon river（吉岡果南作詞　オガワラカズキ作曲）
- 四葉（櫻木ねこ作詞・作曲　Naoko Takahashi、オガワラカズキ編曲）
- 暁（吉岡果南作詞　オガワラカズキ作曲）